# NGC 2021
NGC 2021 é um aglomerado aberto na direção da constelação de Dorado. O objeto foi descoberto pelo astrônomo John Herschel em 1835, usando um telescópio refletor com abertura de 18,6 polegadas. Devido a sua moderada magnitude aparente (+12,1), é visível apenas com telescópios amadores ou com equipamentos superiores. 